# Shimen (sockenhuvudort i Kina, Hebei Sheng, lat 38,96, long 114,57)
Shimen är en sockenhuvudort i Kina. Den ligger i provinsen Hebei, i den norra delen av landet, omkring 190 kilometer sydväst om huvudstaden Peking. Antalet invånare är 8 618. Befolkningen består av 4 107 kvinnor och 4 511 män. Barn under 15 år utgör 24,0 %, vuxna 15-64 år 67 %, och äldre över 65 år 7,0 %.
Runt Shimen är det tätbefolkat, med 476 invånare per kvadratkilometer. Närmaste större samhälle är Lingshan, 19,2 km söder om Shimen. Trakten runt Shimen består till största delen av jordbruksmark.
Genomsnittlig årsnederbörd är 675 millimeter. Den regnigaste månaden är juli, med i genomsnitt 200 mm nederbörd, och den torraste är januari, med 3 mm nederbörd.